# Vivienne Segal
Vivienne Sonia Segal (19 de abril de 1897 – 29 de diciembre de 1992) fue una actriz y cantante estadounidense.

## Biografía
Segal nació el 19 de abril de 1897 en Filadelfia, en el seno de una familia judía. Su padre, Bernard Segal fue un relevante físico. Vivienne y su hermana pequeña Louise fueron alentadas por su madre para que iniciaran una carrera artística.
Debutó como cantante en 1915, en el musical The Blue Paradise, escrito por Edmund Eysler, Sigmund Romberg, Leo Edwards y Herbert Reynolds, donde interpretaba el tema "Auf Wiedersehn", el primer gran éxito de Romberg. Fue el inicio de una prominente carrera artística en Broadway que se desarrolló a lo largo de las siguientes décadas. Su mayor éxito y el papel por el que es recordada fue la interpretación del personaje de Vera Simpson en el musical de Richard Rodgers y Lorenz Hart, Pal Joey en el que interpretaba la canción "Bewitched, Bothered and Bewildered". Pal Joey se estrenó en el Ethel Barrymore Theatre el 25 de diciembre de 1940, con un reparto que incluía a Gene Kelly y June Havoc. En 1942 interpretó un papel en otro musical de Rodgers y Hart, A Connecticut Yankee. Una de las últimas canciones compuestas po Lorenz Hart, "To Keep My Love Alive", fue escrita específicamente para ella e incluida en esta obra.
Durante la primera mitad de los años 30, rodó varias películas, de entre las que destaca El gato y el violín, de 1934, dirigida por William K. Howard y protagonizada por Ramon Novarro y Jeanette MacDonald. Segal se retiró de la actuación en 1966, tras una aparición como estrella invitada en la serie de televisión Perry Mason. Estuvo casada en primeras nupcias con el actor Robert Ames. Tras el divorcio, contrajo matrimonio con el ejecutivo de televisión Hubbell Robinson. 
Falleció en Beverly Hills, California debido a una insuficiencia cardíaca el 29 de diciembre de 1992, a los 95 años de edad. Sus restos mortales reposan en el Cementerio Westwood Village Memorial Park de Los Ángeles.

## Trayectoria profesional

### Musicales
- 1915 The Blue Paradise
- 1917 My Lady's Glove
- 1917 Miss 1917
- 1918 Oh, Lady! Lady!!
- 1919 The Little Whopper
- 1921 A Dangerous Maid
- 1922 The Yankee Princess
- 1923 Adrienne
- 1924 Ziegfeld Follies
- 1925 Ziegfeld Follies
- 1925 Florida Girl
- 1926 Castles in the Air
- 1926 The Desert Song
- 1928 The Three Musketeers
- 1931 The Chocolate Soldier
- 1938 I Married an Angel
- 1940 Pal Joey
- 1943 A Connecticut Yankee Broadway revival
- 1947 Music in My Heart
- 1950 Great to Be Alive!
- 1952 Pal Joey Broadway revival

### Cine
- 1929 Will You Remember?
- 1930 Song of the West
- 1930 Bride of the Regiment
- 1930 Golden Dawn
- 1930 Viennese Nights
- 1933 Fifi
- 1934 El gato y el violín
- 1934 Soup for Nuts